# Griffin Dunne
Thomas Griffin Dunne (ur. 8 czerwca 1955 w Nowym Jorku) – amerykański aktor filmowy i telewizyjny, reżyser, producent i scenarzysta.
Nominowany do Oscara dla najlepszego filmu krótkometrażowego na żywo za dramat Duke of Groove (1995).

## Życiorys

### Wczesne lata
Urodził się w Nowym Jorku w stanie Nowy Jork jako najstarsze z trójki dzieci Ellen Beatriz (z domu Griffin; 1932-1997) i Dominicka Dunne (1925-2009), pisarza i dziennikarza. Jego rodzina była pochodzenia irlandzkiego. Wychowywał się w Los Angeles z młodszym rodzeństwem – bratem Alexem i siostrą Dominique (1959-1982). Brat jego ojca John Gregory Dunne (1932-2003) był pisarzem, scenarzystą, dziennikarzem i krytykiem literackim, a jego żona Joan Didion była dziennikarką, eseistką i powieściopisarką.
W wieku 5 lat został uratowany przed utonięciem przez Seana Connery’ego. Dunne uczęszczał do Fay School in Southborough w Massachusetts, a następnie poszedł do liceum w Colorado Springs, gdzie zainteresował się aktorstwem, pojawiając się w wielu przedstawieniach szkolnych. Kiedy w przeddzień występu w inscenizacji Otello, został przyłapany przez nauczyciela na paleniu marihuany, został natychmiast usunięty. Wkrótce potem przeniósł się do Nowego Jorku, gdzie studiował aktorstwo w HB Studio i Neighborhood Playhouse School of the Theatre pod kierunkiem Uty Hagen i rozpoczął karierę sceniczną. Pod koniec lat 70. pracował w stoisku koncesji na popcorn w Radio City Music Hall.

### Kariera
Debiutował na ekranie w roli Herbiego Johnsona w biograficznym melodramacie Larry’ego Peerce’a Po tamtej stronie góry (The Other Side of the Mountain, 1975), opartym na prawdziwej historii mistrzyni wyścigów narciarskich Jill Kinmont. W 1979 został producentem komedii romantycznej Po uszy (Chilly Scenes of Winter) z udziałem Johna Hearda i Mary Beth Hurt, gdzie pojawił się jako dr Mark.
W 1983 wspólnie z aktorką Amy Robinson założył Double Play Productions. Jego kreacja programisty komputerowego Paula Hacketta w komedii Martina Scorsese Po godzinach (After Hours, 1985), którego był też współproducentem, zdobyła nominację do Złotego Globa w kategorii Najlepszy aktor w komedii lub musicalu. W komedii Jamesa Foleya Kim jest ta dziewczyna? (Who’s That Girl, 1987) u boku Madonny zagrał postać prawnika podatkowego Loudona Trotta.
Wspólnie z Amy Robinson był producentem dramatu Sidneya Lumeta Stracone lata (Running on Empty, 1988) z Juddem Hirsch i Riverem Phoenix, melodramatu Luisa Mandoki Biały pałac (White Palace, 1990) z Susan Sarandon i Jamesem Spaderem oraz komediodramatu Lasse Hallströma Jedna runda (Once Around, 1991) z Holly Hunter, Richardem Dreyfussem, Geną Rowlands i Dannym Aiello.
W komediodramacie Howarda Zieffa Moja dziewczyna (My Girl, 1991) z Anną Chlumsky i Macaulayem Culkinem wystąpił w roli nauczyciela Jake’a Bixlera. W 1992 roku za rolę Martina Mirkheima w broadwayowskiej wersji Search and Destroy został uhonorowany Theatre World Award i otrzymał nominację do Drama Desk Award. W dramacie Roberta Redforda Quiz Show (1994) z Ralphem Fiennesem, Johnem Turturro i Robem Morrow pojawił się jako facet od rachunków. Za postać Boba w serialu Frasier (1996) był nominowany do nagrody Primetime Emmy.
Był nominowany do Oskara jako reżyser filmu krótkometrażowego Duke of Groove (1996) z Tobeyem Maguire, Kieferem Sutherlandem, Umą Thurman i Kate Capshaw. Odniósł także sukces jako reżyser czarnej komedii Miłość jak narkotyk (Addicted to Love, 1997) z Meg Ryan i Matthew Broderickiem.
Za reżyserię komediodramatu Lisa Picard Is Famous (2000) był nominowany do nagrody Un Certain Regard na 53. Międzynarodowym Festiwalu Filmowym w Cannes.

## Życie prywatne
W 1972 poznał producentkę Kate Forte, z którą był żonaty w latach 1973–1974. W 1988 roku związał się z modelką i aktorką Carey Lowell, powszechnie znaną z roli Pam Bouvier w serii o Jamesie Bondzie Licencja na zabijanie (Licence to Kill, 1989) z Timothy Daltonem. Wzięli ślub 9 grudnia 1989. Mają córkę Hannah (ur. 12 kwietnia 1990). Po sześciu latach małżeństwa, 10 grudnia 1995 rozwiedli się. W latach 2000–2001 jego partnerką była aktorka i modelka Sophie Dahl, była modelka, pisarka, wnuczka pisarza Roalda Dahla i aktorki Patricii Neal, córka aktora Juliana Hollowaya. W 2007 roku związał się z Anną Bingemann, z którą się ożenił 4 lipca 2009.

## Wybrana filmografia

### Filmy
- 1984: Niebezpieczny Johnny (Johnny Dangerously) jako Tommy Kelly
- 1985: Po godzinach (After Hours) jako Paul Hackett
- 1987: Kim jest ta dziewczyna? (Who’s That Girl) jako Louden Trott
- 1988: Wielki błękit (Le grand bleu) jako Duffy
- 1988: Stracone lata (Running on Empty) – producent
- 1990: Biały pałac (White Palace) – producent
- 1991: Moja dziewczyna (My Girl) jako Pan Jake Bixler
- 1991: Jedna runda (Once Around) jako Rob (także producent)
- 1994: Quiz Show – producent
- 1996: Karaluchy pod poduchy (Joe’s Apartment) – producent
- 1997: Miłość jak narkotyk (Addicted to Love) – reżyser
- 1998: Totalna magia (Practical Magic) – reżyser
- 2002: 40 dni i 40 nocy (40 Days and 40 Nights) jako Jerry Anderson
- 2003: Skazani na siebie (Stuck on You) w roli samego siebie
- 2005: Dzikie plemię (Fierce People) – reżyser, producent
- 2007: Śnieżne anioły (Snow Angels) jako Don Parkinson
- 2008: Przypadkowy mąż (The Acccidental Husband) – reżyser
- 2008: Wspaniały Buck Howard (The Great Buck Howard) jako Johnathan Finerman
- 2010: Zeszłej nocy (Last Night) jako Truman
- 2013: Władza (Broken City) jako Sam Lancaster
- 2013: Movie 43 – reżyser
- 2013: Witaj w klubie (Dallas Buyers Club) jako dr Vass
- 2018: Ocean’s 8 jako członek zarządu zwolnienia warunkowego (reżyser, producent)

### Seriale TV
- 1986: Saturday Night Live jako Frankie Toussaint
- 1993: Frasier jako dzwoniący gość – Russell (głos)
- 1993: Prawnicy z Miasta Aniołów jako Gerard Samuels
- 1996: Frasier jako Bob
- 2001: Prawo i porządek: Zbrodniczy zamiar jako Henry Talbott
- 2003: Agentka o stu twarzach jako Leonid Lisenker
- 2006: Prawo i porządek: Zbrodniczy zamiar jako Seamus Flaherty
- 2007: Prawo i porządek: Zbrodniczy zamiar jako Seamus Flaherty
- 2009: Uczciwy przekręt jako Marcus Starke
- 2010: Żona idealna jako sędzia Jared Quinn
- 2011: Układy jako Dean Gullickson
- 2014: Bractwo czerwonej opaski jako Ruben Garcia
- 2012-2014: Kłamstwa na sprzedaż jako Marco Pelios
- 2015: Manhattan jako Woodrow Lorentzen
- 2015-2016: Sex&Drugs&Rock&Roll jako terapeuta
- 2016: Prawo i porządek: sekcja specjalna jako Benno Gilbert
- 2016-2017: I Love Dick jako Sylvère
- 2018: Oszuści jako Herman
- 2018: Sukcesja jako dr Alon Parfit
- 2018: The Romanoffs jako Frank Shefflied
- 2018-2020: Tacy jesteśmy jako Nicky Pearson
- 2019: Lepsze życie jako Durham
- 2019: Goliath jako Gene